# Tragopa dimidiata
Tragopa dimidiata är en insektsart som beskrevs av Leon Fairmaire. Tragopa dimidiata ingår i släktet Tragopa och familjen hornstritar. Inga underarter finns listade i Catalogue of Life.